# Raiateasittich
Der Raiateasittich oder Braunkopf-Laufsittich (Cyanoramphus ulietanus) ist ein ausgestorbener Papagei aus der Gattung der Laufsittiche.

## Beschreibung
Er erreichte eine Länge von 25 Zentimetern. Sein Kopf war schokoladenbraun. Der Schnabel zeigte ein hell-blaugraue Färbung und hatte eine schwarze Spitze. Der Rücken und die Flügel waren braun gefärbt. Der Hinterrücken und die Schwanzdecken hatten eine rötlichbraune Tönung. Die Unterflügeldecken und die Federschäfte waren grauviolett. Die Brust, der Bauch und die Unterschwanzdecken waren ockergelb. Die mittleren Schwanzfedern waren olivbraun und die äußeren blaugrau. Die Füße waren graubraun. Die Augen waren orange.

## Vorkommen
Sein Vorkommen war auf Raiatea (Gesellschaftsinseln) beschränkt. Er bewohnte vermutlich bewaldete Gebiete.

## Aussterben
Der Raiateasittich ist nur durch zwei Museumsexemplare bekannt, über deren Ursprungsjahr es konträre Angaben gibt. Während Erwin Stresemann (1950) und James Cowan Greenway (1958) die Jahre 1773 oder 1774 nannten, ging der neuseeländische Ornithologe David George Medway (1939–2013) auf Grund von alten Reisetagebüchern davon aus, dass diese Exemplare im November 1777 während der dritten Cook-Südseereise erlegt wurden. Heute befinden sie sich im Natural History Museum in London und im Naturhistorischen Museum in Wien. Über die Gründe seines Aussterbens ist nichts bekannt, aber er ist vermutlich kurz nach seiner Entdeckung ausgestorben.